# Дорожня обстановка
Доро́жня обстано́вка — сукупність факторів, що характеризуються дорожніми умовами, наявністю перешкод на певній ділянці дороги, інтенсивністю і рівнем організації дорожнього руху (наявність дорожньої розмітки, дорожніх знаків, дорожнього обладнання, світлофорів та їх стан), які повинен ураховувати водій під час вибору швидкості, смуги руху та прийомів керування транспортним засобом.